# Qriocity
Qriocity è stato un servizio di video on demand progettato da Sony.
Adesso è inglobato nel PlayStation Network con i servizi PlayStation Music (Spotify) e PlayStation Video (PlayStation Store).

## Descrizione
Questo servizio è disponibile su tutte le attrezzature di marca Sony connesse a Internet (lo schermo Bravia, PlayStation 3, i computer VAIO, PSP...).
In Italia, questo servizio è disponibile dal 24 gennaio 2010.
Dopo la PSP, Sony ha reso compatibili anche i modelli Sony Xperia e PlayStation Vita.
Sony ha rinominato i servizi Qriocity in Video Unlimited e Music Unlimited, questo per creare un nuovo servizio dove inglobare tutti i suoi servizi in rete: Video Unlimited, Music Unlimited e PlayStation Network. 
Per il futuro Sony ha intenzione di sviluppare il servizio, aprendo nuovi canali per l'acquisto e la lettura di libri, e per la creazione di uno store di Applicazioni per consolle, tv, pc e smartphone.
Nel 2015 Sony ha rinominato i servizi in PlayStation Music e PlayStation Video.

## Funzionamento
Con Video Unlimited è possibile vedere in alta definizione tutte le ultime novità e scegliere tra i film di tutte le principali case produttrici. Mediante lo streaming diretto sui dispositivi Sony collegati, è possibile vedere quello che si vuole.
Music Unlimited offre accesso a milioni di canzoni su un'ampia gamma di dispositivi Sony; è possibile caricare la propria raccolta personale accessibile in qualsiasi momento o scoprire nuove canzoni grazie ai suggerimenti automatici personalizzati in base ai propri gusti musicali.